# Sømarkedyssen

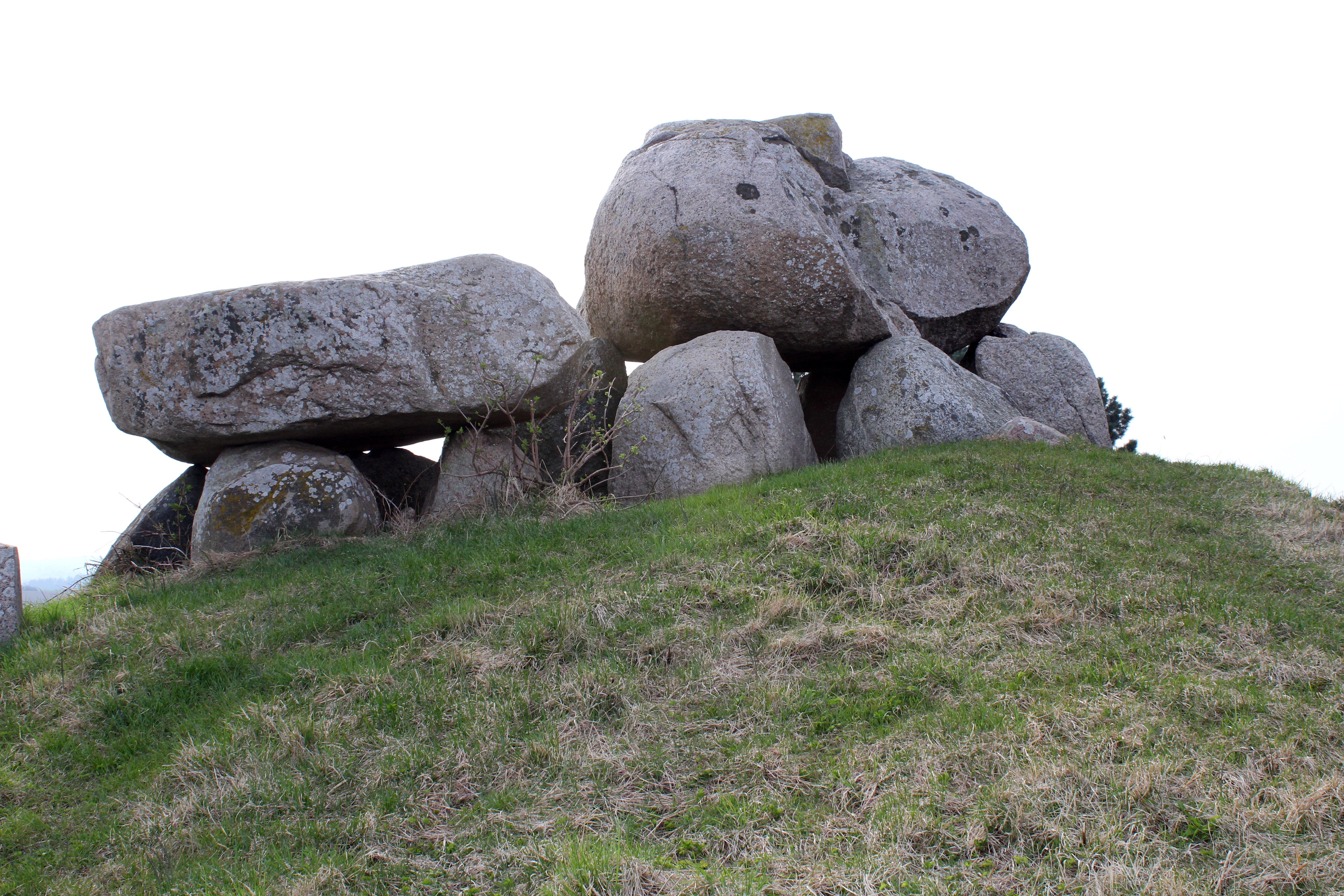
Sømarkedyssen

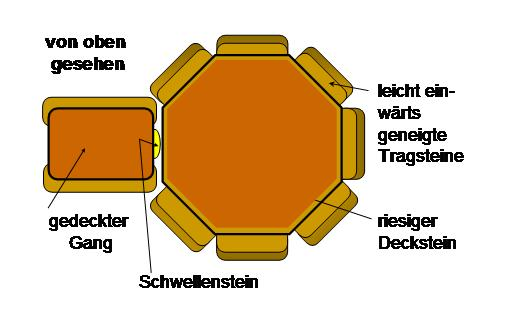
Schema des Polygonaldolmens; von oben gesehen

Der Sømarkedyssen ist eine Megalithanlage auf einem Hügel östlich des Dorfes Sømarke am Stendyssevej (Steindolmenweg) im Osten der Insel Møn in Dänemark. Der oktogonale Polygonaldolmen ist aus Findlingen erstellt mit dem für den Typ markanten, sehr großen Deckstein. Der überkragende Deckstein des kurzen Zugangs ist berühmt für seine, nach neuesten Untersuchungen, über 450 Schälchen, die vermutlich aus der Bronzezeit stammen. Neolithische Monumente sind Ausdruck der Kultur und Ideologie neolithischer Gesellschaften. Ihre Entstehung und Funktion gelten als Kennzeichen der sozialen Entwicklung.

## Kontext
Insgesamt sind 119 Großsteingräber aus der Jungsteinzeit auf den nur 231 km² großen Inseln Møn und Bogø bekannt. 38 davon wurden bewahrt und geschützt. 21 davon sind Ganggräber der Trichterbecherkultur (TBK) die, wie die Polygonaldolmen zwischen 3500 und 2800 v. Chr. entstanden.
In der Nähe liegt der Langdysse im Stubberup Have.